# Craonnelle
Craonnelle es una comuna francesa, situada en el departamento de Aisne, de la región de Alta Francia.

## Demografía
| 126 | 89 | 92 | 80 | 97 | 111 | 101 | 116 |
| Para los censos de 1962 a 1999 la población legal corresponde a la población sin duplicidades (Fuente: INSEE [Consultar]) |    |    |    |    |     |     |     |